# Amos (odrůda révy vinné)
Amos (zkratka Am) je odrůda révy, speciálně vyšlechtěná jako podnož, interspecifický kříženec (též hybridní odrůda, mezidruhové křížení, PiWi odrůda) odrůd Severnyi x Schwarzmann. Tato podnožová odrůda révy byla vyšlechtěna ve Šlechtitelské stanici vinařské v Polešovicích na Moravě, záměrem bylo šlechtitelsky upravit a nahradit podnožovou odrůdu Schwarzmann.
Severnyi je modrá moštová odrůda, interspecifický kříženec odrůdy Seyanets Malengra s révou druhu Vitis amurensis, přičemž první, mateřská odrůda je semenáček, který vznikl spontánním opylením odrůdy Malingre Précoce pylem neznámé odrůdy, dále selektovaný roku 1910 v Rusku samotným I.V. Mičurinem. Odrůda Severnyi byla vyšlechtěna roku 1936 v bývalém Sovětském Svazu (Institut Magaratsch, Rostov na Donu), je pěstována na východním pobřeží USA (Finger Lakes AVA, stát New York), v Rusku a v Kanadě. Vlivem révy Vitis amurensis, pocházející z údolí Amuru na hranici Číny a Ruska, je vysoce odolná mrazu, je proto častým partnerem při šlechtění nových odrůd, vhodných k pěstování v chladných klimatických podmínkách.
Schwarzmann je podnožová odrůda révy, interspecifický kříženec dvou amerických druhů révy Vitis riparia a Vitis rupestris, vyšlechtěný roku 1891, soukromým šlechtitelem Františkem Schwarzmannem v Bzenci na Moravě. Jedná se o první českou podnožovou odrůdu. Růst je středně bujný, naštěpované odrůdy na ni rostou středně bujně až slaběji. Zakořeňuje poměrně hluboce. Afinita k odrůdám původu Vitis vinifera je dobrá. Je vhodná zejména pro bujněji rostoucí odrůdy Tramín červený, Neuburské, Sauvignon, Ryzlink rýnský, Rulandské modré, Frankovku aj. Odolnost vůči mrazu je dobrá, vůči houbovým chorobám, suchu a révokazu je odrůda též dobře odolná. Je vhodná zejména pro půdy hlinité, lehčí a dobře záhřevné, ale dobře roste i na půdách písčitých. Nesnáší půdy zasolené, nelze ji použít na půdách vápenitých, snáší pouze přibližně do 10 % aktivního Ca v půdě. Podnož je vhodná pro nízká a střední vedení. Dnes je využívána pouze lokálně, v okolí Bzence. Není zapsána ve Státní odrůdové knize České republiky.

## Popis
Podnožová odrůda révy Amos je dvoudomá dřevitá pnoucí liána, dorůstající v kultuře až několika metrů. Kmen tloušťky až několik centimetrů je pokryt světlou borkou, která se loupe v pruzích. Úponky révy umožňují této rostlině pnout se po pevných předmětech. Růst je středně bujný až bujný.
List je středně velký až velký, tří- až pětilaločnatý s mělkými výkroji, řapíkový výkroj je lyrovitý s ostrým dnem, otevřený. Květenství je malé, vytvořené ze samčích, vždy sterilních květů, hrozny odrůda nevytváří.

## Původ a rozšíření
Amos je podnožová odrůda révy, interspecifický kříženec (též hybridní odrůda, mezidruhové křížení, PiWi odrůda) odrůd Severnyi x Schwarzmann. Odrůda byla vyšlechtěna ve Šlechtitelské stanici vinařské v Polešovicích šlechtiteli Ing. Václavem Křivánkem a Ing. Aloisem Tománkem.
Do Státní odrůdové knihy České republiky byla odrůda zapsána roku 1990. Ve výsadbách podnožových vinic zaujímala roku 2010 plochu pouhých 0,13 ha při průměrném stáří vinic 17 let. Udržovateli odrůdy v ČR jsou Šlechtitelská stanice vinařská Polešovice a Ing. Alois Tománek.

## Název
Název odrůdy je poněkud upravenou kombinací názvů rodičovských druhů a odrůd révy, která evokuje jméno slavného moravského rodáka, „učitele národů“ Jana Amose Komenského.

## Pěstování
Růst je středně bujný až bujný, zakořeňování je dobré, podnož zvyšuje výnos hroznů a zkracuje dobu zrání. V podnožové vinici dává vysoký výnos řízků. Odolnost vůči mrazu je velmi dobrá, krátkodobě odolává i suchu, je tolerantní k révokazu.

### Půdy
Aktivní vápník v půdě snáší cca do 10 %, je vhodná pro lehčí, písčité, hlinitopísčité a štěrkovité půdy s nižším obsahem vápníku, v těžkých uléhavých půdách dávají jiné podnože lepší výsledky.

### Využití
Afinita k odrůdám Vitis vinifera je dobrá. Podnož je využívána pro střední vedení, ale její použití v praxi je velmi nízké.

### Multimédia
- Ing. Radek Sotolář : Multimediální atlas podnožových, moštových a stolních odrůd révy, Mendelova zemědělská a lesnická universita Brno, zahradnická fakulta v Lednici
- Martin Šimek : Encyklopédie všemožnejch odrůd révy vinné z celýho světa s přihlédnutím k těm, co již ouplně vymizely, 2008-2012